# Les Plus Belles Escroqueries du monde
Pour plus de détails, voir Fiche technique et Distribution.
Les Plus Belles Escroqueries du monde (italien : Le più belle truffe del mondo) est un film à sketches sorti en 1964, assez proche, dans sa forme générale, de la Comédie à l'italienne.
Il est composé de cinq segments :
- Tokyo : Les Cinq Bienfaiteurs de Fumiko de Hiromichi Horikawa
- Amsterdam : La Rivière de diamants de Roman Polanski
- Naples : La Feuille de route d'Ugo Gregoretti
- Paris : L'Homme qui vendit la tour Eiffel de Claude Chabrol
- Marrakech : Le Grand Escroc de Jean-Luc Godard

## Fiche technique générale
- Titre original français : Les Plus Belles Escroqueries du monde
- Titre italien : Le più belle truffe del mondo
- Production : Pierre Roustang et Philippe Senne
- Sociétés : Ulysse Productions, Vides Cinematografica SAS (Rome), Primex (Marseille), Caesar Film (Amsterdam), Tōhō (Tokyo)
- Musique : Serge Gainsbourg (chanson originale, générique et transitions)
- Format : Noir et blanc - Mono - 35 mm
- Durée : 111 minutes
- Date de sortie : 14 août 1964

## Les Cinq Bienfaiteurs de Fumiko (Horikawa)

### Synopsis
Une jeune entraîneuse de bar s'entretient avec un homme relativement âgé qui fut jadis compositeur d'une chanson célèbre. L'homme se vante d'avoir payé une fortune son dentier en platine et se promène avec des liasses de billets dans son sac. La jeune fille lui propose de le raccompagner chez lui.

### Fiche technique
- Titre italien : La dentiera
- Réalisation : Hiromichi Horikawa
- Musique : Keitaro Miho
- Photographie : Asakazu Nakai

### Distribution
- Mie Hama : la geisha
- Ken Mitsuda : le compositeur
- Yatsuko Tan'ami : le détective

## La Rivière de diamants (Polanski)

### Synopsis
Une jeune femme se laisse séduire par un riche diplomate qui lui laisse sa carte de visite et lui fixe rendez-vous. Elle se rend chez un joaillier et, à l'aide de la carte, demande à finaliser une vente de bijoux au domicile de son supposé mari. Le joaillier arrive pendant que le diplomate prend son bain, et est accueilli par la jeune femme qui lui propose un thé.

### Fiche technique
- Titre italien : La collana di diamanti
- Réalisation : Roman Polanski
- Scénario : Gérard Brach
- Musique : Krzysztof Komeda
- Photographie : Jerzy Lipman
- Montage : Hervé de Luze

### Distribution
- Nicole Karen : l'escroc
- Arnold Gelderman : le bijoutier

## La Feuille de route (Gregoretti)

### Synopsis
Une jeune prostituée s'est fait interdire de séjour à Naples pour s'y être fait prendre à racoler. Elle y revient clandestinement pour rejoindre son protecteur. Celui-ci la chasse pour ne pas avoir d'ennui. Malheureuse, elle croise un jeune client à elle qui lui propose son aide, en détournant un peu les dons des œuvres de bienfaisance. Le jeune homme qui étudie le droit a alors une idée qui résoudrait bien des problèmes : en mariant la jeune fille à un vieux de l'hospice elle deviendrait Napolitaine et pourrait rester de plein droit.

### Fiche technique
- Titre italien : Foglio di via
- Réalisation et scénario : Ugo Gregoretti
- Musique : Piero Umiliani
- Photographie : Tonino Delli Colli

### Distribution
- Gabriella Giorgelli
- Guido Giuseppone
- Beppe Mannaiuolo

## L'Homme qui vendit la tour Eiffel (Chabrol)

### Synopsis
Un homme tombe en panne de voiture devant la résidence d'un riche allemand fou de la Tour Eiffel. Il lui annonce que l'État veut s'en séparer au prix de la ferraille et l'invite à Paris pour participer aux enchères.

### Fiche technique
- Titre italien : L'uomo che vendette la Tour Eiffel
- Réalisation : Claude Chabrol
- Scénario : Claude Chabrol et Paul Gégauff
- Dialogues : Paul Gégauff
- Musique : Pierre Jansen
- Photographie : Jean Rabier
- Montage : Jacques Gaillard

### Distribution
- Jean-Pierre Cassel : l'escroc
- Francis Blanche : l'acheteur
- Catherine Deneuve
- Jean-Louis Maury
- Sacha Briquet
- Philomène Toulouse
- Michel Charrel
- Marcel Gassouk
- Dominique Zardi : un contrôleur de la tour eiffel
- Henri Attal : un contrôleur de la tour eiffel

## Le Grand Escroc (Godard)

### Synopsis
Une journaliste américaine se fait interpeller sur un marché de Marrakech en possession de fausse monnaie. Interrogée puis relâchée, elle retrouve la trace de celui qui distribue les fausses coupures.

### Fiche technique
- Titre italien : Il profeta falsario
- Réalisation, scénario et dialogue : Jean-Luc Godard
- Musique : Michel Legrand
- Photographie : Raoul Coutard
- Montage : Agnès Guillemot
- Durée : 25 minutes

### Distribution
- Jean Seberg : Patricia Leacock
- Charles Denner : le faussaire
- László Szabó : l'inspecteur